# Фінал чемпіонату світу з футболу 1978
Фінал чемпіонату світу з футболу 1978 відбувся 25 червня 1978 року на стадіоні «Монументаль», у Буенос-Айресі. Аргентина перемогла Нідерланди з рахунком 3–1.
Таким чином нідерландська команда стала першою в історії, що поступилася у двох фіналах світових футбольних першостей поспіль, причому в обох випадках її суперниками по фіналах і, відповідно, чемпіонами світу були команди-господарі фінальних частин чемпіонату.
Аргентинці ще до початку гри чинили психологічний тиск на суперників. Зокрема вони добилися заміни голового арбітра фінальної гри, висловивши недовіру Абрагаму Кляйну з Ізраїля, який мав її обслуговувати. Безпосердньо перед початком матчу аргентинські футболісти з'явилися на полі із п'ятихвилинною затримкою, змусивши суперників себе чекати, після чого піддали сумнівам правомірність участі у грі Рене ван де Керкгофа, який мав загіпсований зап'ясток.

## Деталі матчу
Передматчеві хитрощі аргентинців та психологічний тиск заповнених їх уболівальниками трибун далися взнаки у дебюті матчу — нідерландці діяли нервово, раз-по-раз невиправдано порушуючи правила. Утім згодом їм вдалося вгамувати емоції, перевести гру у спокійніше русло і почати турбувати воротаря аргентинців, зокрема використовуючи свою перевагу у зрості. Зокрема двічі близьким до взяття воріт був Джонні Реп, першому удару головою від якого бракувало точності, а в другому епізоді господарів турніру виручив воротар Фільйоль.
Утім відкрити рахунок гри вдалося все ж аргентинцям, у складі яких учергове виблискував Маріо Кемпес. Наприкінці першого тайму йому вдався прорив поміж двох захисників, який він завершив влучним ударом під воротарем європейської команди. Другий тайм проходив здебільшого в атаках нідерландців, чия наполегливість нарешті була винагороджена на 82-ій хвилині, коли перевагу у грі головою реалізував Дік Наннінга, замкнувши навіс з правого флангу від Рене ван де Керкгофа. У додані до основного часу гри хвилини збірна Нідерландів була близькою до перемоги, проте удар Ренсенбрінка поцілив у стійку воріт.
Долю матчу і чемпіонського титулу було вирішено у додатковий час зустрічі. На 105-ій хвилині черговий швидкісний прохід вдався Маріо Кемпесу, голкіпер Ян Йонгблуд відбив його перший удар, проте сам Кемпес виявився спритнішим за двох нідерландських захисників і відзначився з добивання. А на 116-ій хвилині питання про долю матчу зняв Даніель Бертоні, забивши третій гол аргентинців, знову в результаті швидкого проходу і вдалого відскоку.
| 25 червня 1978 15:00 UTC−3 |

| Аргентина                     | 3 – 1           | Нідерланди   |
| ----------------------------- | --------------- | ------------ |
| Кемпес 38', 105' Бертоні 116' | Протокол(англ.) | Наннінга 82' |

| «Монументаль», Буенос-Айрес Глядачів: 71 483 Арбітр: Сержіо Гонелла (Італія) |

| Аргентина | Нідерланди |

| ВР                 | 5  | Убальдо Фільйоль      |     |     |
| ЗХ                 | 15 | Хорхе Ольгін          |     |     |
| ЗХ                 | 7  | Луїс Гальван          |     |     |
| ЗХ                 | 19 | Даніель Пассарелла () |     |     |
| ЗХ                 | 20 | Альберто Тарантіні    |     |     |
| ПЗ                 | 6  | Амеріко Гальєго       |     |     |
| ПЗ                 | 2  | Освальдо Арділес      | 40' | 66' |
| ПЗ                 | 10 | Маріо Кемпес          |     |     |
| НП                 | 4  | Даніель Бертоні       |     |     |
| НП                 | 14 | Леопольдо Луке        |     |     |
| НП                 | 16 | Оскар Альберто Ортіс  |     | 75' |
| Заміни:            |    |                       |     |     |
| ПЗ                 | 1  | Норберто Алонсо       |     |     |
| ВР                 | 3  | Ектор Балей           |     |     |
| ПЗ                 | 8  | Рубен Гальван         |     |     |
| ПЗ                 | 9  | Рене Гаусман          |     | 75' |
| ПЗ                 | 12 | Омар Ларроса          |     | 66' |
| Тренер             |    |                       |     |     |
| Сезар Луїс Менотті |    |                       |     |     |

| ВР            | 8  | Ян Йонгблуд          |     |     |
| ЗХ            | 5  | Руд Крол ()          | 15' |     |
| ЗХ            | 6  | Вім Янсен            |     | 75' |
| ЗХ            | 22 | Ерні Брандтс         |     |     |
| ЗХ            | 2  | Ян Портфліт          | 96' |     |
| ПЗ            | 13 | Йоган Нескенс        |     |     |
| ПЗ            | 9  | Арі Ган              |     |     |
| ПЗ            | 11 | Віллі ван де Керкгоф |     |     |
| НП            | 10 | Рене ван де Керкгоф  |     |     |
| НП            | 16 | Джонні Реп           |     | 58' |
| НП            | 12 | Роб Ренсенбрінк      |     |     |
| Заміни:       |    |                      |     |     |
| ЗХ            | 4  | Адрі ван Край        |     |     |
| ЗХ            | 17 | Вім Рейсберген       |     |     |
| НП            | 18 | Дік Наннінга         |     | 58' |
| ВР            | 19 | Пім Дусбург          |     |     |
| НП            | 20 | Вім Сюрбір           | 94' | 75' |
| Тренер:       |    |                      |     |     |
| Ернст Гаппель |    |                      |     |     |